# 汐止五指山
25°07′33.4″N 121°36′16.8″E / 25.125944°N 121.604667°E
車坪寮山，又名五指山，臺灣新北市汐止區、萬里區交界處的一座山峰，標高699公尺。山頂有二等三角點基石，編號1051，位在山頂之公視轉播站內，還有三等三角點，編號1045，位在怡神亭旁。車坪寮山為五指山山脈的最高峰，自山頂眺望汐止區與台北市，景觀絕佳。臨近有一座「汐止拱北殿」，主要供奉呂洞賓祖師，與臺北市同樣供奉呂祖的木柵指南宮位置與名稱皆為一北一南，可謂遙相互應。

## 歷史

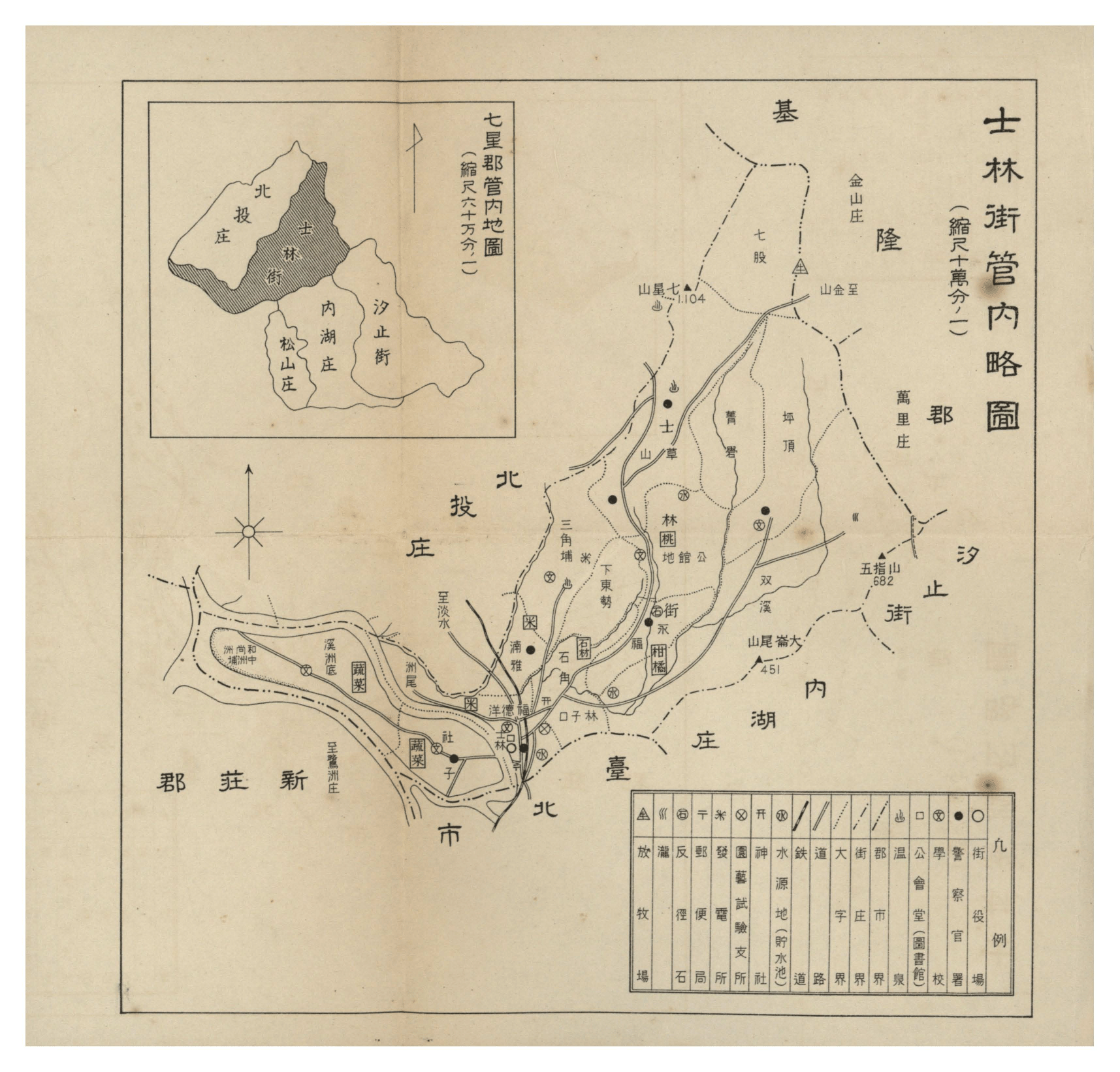
1936年的車坪寮山（當時稱五指山），當時標高682公尺。

1936年，作為日治時代的七星郡內的士林街與汐止街的街界，當時的標高為682公尺。

## 景觀
附近有國軍示範公墓。七星山系-坪頂古圳親山步道.風櫃嘴.頂山位於石梯嶺南方.新山農場.靈泉寺.天溪園生態教育中心.新山.夢湖.柯子林溪谷內.雙溪自然公園.日月滿休閒農場.柯子林步道.新山夢湖.楓の微笑會館.大坪山莊.老爺山莊.宜家商旅.
內溝溪生態展示館.山豬豐厝地.魚路古道.絹絲瀑布.拱北殿.憨丙厝地.磺嘴山.擎天崗遊客服務站.擎天崗草原。